# 小千谷市指定文化財一覧
小千谷市指定文化財一覧（おぢやししていぶんかざいいちらん）は、小千谷市の市指定文化財を一覧にしたもの。

## 小千谷市指定文化財一覧
- 建造物
  - 神輿（魚沼神社）（昭和47年）
- 書跡
  - 魚沼神社年中行事記（昭和47年）
  - 岩村高俊自伝草稿（昭和47年）
  - 岩村高俊自伝草稿（昭和47年）
  - 中世文書（昭和47年）
- 芸能
  - 豊年獅子舞（昭和47年）
  - 大の釈迦踊（昭和52年）
- 史跡
  - 薭生城跡（昭和47年）
  - 時水城跡（昭和47年）
  - 内ヶ巻城跡（昭和47年）
  - 函山城跡（昭和47年）
  - 朝日山古戦場（昭和47年）
  - 清水上遺跡（昭和47年）
  - 大平遺跡（昭和47年）
  - 朝陽館耕読堂諸先生の墓碑（昭和47年）
  - 岩村･河井会見の処（昭和47年）
  - 高梨城本丸跡（昭和56年）
  - 百塚（平成2年）
  - 真人城跡（平成4年）
- 天然記念物
  - 大崩水芭蕉群生地（昭和47年）
  - 不動寺桂林（昭和47年）
  - 仙竜神社の大杉（昭和56年）
  - 沢山神社の大杉（平成元年）
- 絵画
  - 縮布製造之真図（昭和48年）
- 工芸技術
  - 寿小千谷縮（平成2年）
  - 絣付け技術（平成2年）
- 考古資料
  - 目崎家板碑（平成元年）
- 風俗習慣
  - 片貝の木遣りと古式玉送り（平成13年）
- 建造物
  - 明石堂（平成18年）
- 史跡
  - お満ヶ池（平成18年）
    - （ ）内は指定年